# Porhydrus
Porhydrus là một chi bọ cánh cứng trong họ Dytiscidae.
Chi này được Guignot miêu tả khoa học năm 1945.

## Các loài
Các loài trong chi này gồm:
- Porhydrus genei (Aubé, 1838)
- Porhydrus lineatus (Fabricius, 1775)
- Porhydrus obliquesignatus (Bielz, 1852)
- Porhydrus vicinus (Aubé, 1838)